# Caracol (Mato Grosso do Sul)
Caracol é um município brasileiro da região Centro-Oeste do Brasil, situado no estado de Mato Grosso do Sul.

## Geografia

### Localização
O município de  está situado no sul da região Sudoeste de Mato Grosso do Sul (Microrregião de Bodoquena). Localiza-se a uma latitude 22º00'50" Sul e a uma longitude 57º01'28" Oeste. Distâncias:
- 394 km da capital estadual (Campo Grande)
- 1 528 km da capital federal (Brasília).

### Geografia física
Solo
Latossolo roxo
Relevo e altitude
Está a uma altitude de 212 m.
Clima, temperatura e pluviosidade
Está sob influência do clima tropical (AW).
Hidrografia
Está sob influência da Bacia do Rio da Prata. Rio Caracol, Rio Paraguay, Rio Perdido e Rio Apa
Vegetação
Se localiza na região de influência do Cerrado.

### Geografia política
Fuso horário
Está a -1 hora com relação a Brasília e -4 com relação a Grenwith.
Área
Ocupa uma superfície de de 2 938,675 km².
Subdivisões
Caracol (sede), Alto Caracol e Destacamento São Carlos.
Arredores
Bela Vista, Paraguai e Porto Murtinho

## História
A cidade de Caracol teve implantado seus alicerces em 1 de maio de 1884, em terras doadas por Correa da Costa, pecuarista importante da região e fundada pelo gaúcho João Martins Leite, que veio de Bagé. Foi elevada a distrito pela Lei N.° 659, de 20 de junho de 1914, e o município criado pela Lei N.º 1.971, de 14 de novembro de 1963.

## Economia
Com uma população cercada por grandes fazendas e chácaras, a economia principal é através da agropecuária.

## Infraestrutura
Tem o Hospital Rita Antonia Maciel Godoy. Conta com o banco postal na agência dos Correios, o Banco Bradesco e também o sistema de Caixa Aqui.
O Município possui ainda uma rádio comunitária denominada Acodecol FM Cidade 87.9 desde 1999.
A diversão noturna são os bailes e lanchonetes com som mecânico.

## Administração
- Prefeito: Carlos Humberto Pagliosa ( Neco ) (2021/2024)
- Vice-prefeito: Oséias  Ferreira Forte ( Preguinho)
- Presidente da Câmara: Magaly da Silva Godoy.